# I-magination
Az I-magination Okui Maszami tizenötödik stúdióalbuma, mely 2010. február 3-án jelent meg az Evolution kiadó által. Az album a kilencvenötödik helyet érte el a japán lemezeladási listán, és egy hétig szerepelt rajta, 1 349 példányt értékesítettek belőle.

## Dalok listája
1. Starting Over
2. Vagamama na csó (ワガママナチョウ?)
3. Pure Diamond
4. Dzsónecu no Counter (情熱のカンターレ?)
5. To Die for xxx
6. Regret
7. Good-bye Good Luck
8. Szono toki daremo ga megami tonaru (その時誰もが女神となる?)
9. Phase
10. Nidzsiiro Shooter (虹色Shooter?)
11. Flower
12. Miracle Upper WL (ミラクル・アッパーWL?)

## Az albumból készült kislemezek
- Starting Over (2009. május 13.)
- Miracle Upper WL (2009. augusztus 21.)